# 彭立峣
彭立峣（1992年1月14日—），又作彭立尧，男，湖南岳阳人，中国围棋职业八段棋手。他2004年入段，2018年5月升为六段，2019年7月升为七段，2021年9月升为八段。他是第23届世界青少年围棋锦标赛青年组冠军，第1届新奥杯亚军。

## 国内比赛成绩
2006年中國圍棋甲級聯賽代表北京海淀队。2008年中国围棋甲级联赛代表四川娇子队。2009年－2013年代表贵州百灵队参加中国围棋甲级联赛（2010年和2012年夺得亚军、2011年夺得季军）。
2012年11月19日获得第8届无锡威孚房开杯中国围棋棋王争霸赛冠军（第6届获亚军），同年夺得全国围棋个人赛第五名。2013年闯入第一届“洛阳龙门杯”中国围棋棋圣战四强。

## 国际比赛成绩
第23届世界青少年围棋锦标赛青年组冠军。2013年亞洲室內暨武藝運動會圍棋比賽上与高星搭档夺得混合双人赛金牌。
2016至2017年，在第1届新奥杯本赛中连胜进入决赛，决赛中在先失两局的不利形势下连扳两局，最后以2-3不敌柯洁，获得亚军。